# Вудсфілд (Огайо)
Вудсфілд (англ. Woodsfield) — селище (англ. village) в США, в окрузі Монро штату Огайо. Населення — 2210 осіб (2020).

## Географія
Вудсфілд розташований за координатами 39°45′47″ пн. ш. 81°7′0″ зх. д. / 39.76306° пн. ш. 81.11667° зх. д. (39.763048, -81.116781).  За даними Бюро перепису населення США в 2010 році селище мало площу 5,22 км², уся площа — суходіл.

## Демографія
Згідно з переписом 2010 року, у селищі мешкали 2384 особи в 1054 домогосподарствах у складі 617 родин. Густота населення становила 457 осіб/км².  Було 1248 помешкань (239/км²).
Расовий склад населення:
| - 97,3 % — білих - 0,7 % — чорних або афроамериканців - 0,2 % — азіатів |

До двох чи більше рас належало 1,4 %. Частка іспаномовних становила 1,0 % від усіх жителів.
За віковим діапазоном населення розподілялося таким чином: 21,4 % — особи молодші 18 років, 52,0 % — особи у віці 18—64 років, 26,6 % — особи у віці 65 років та старші. Медіана віку мешканця становила 45,9 року. На 100 осіб жіночої статі у селищі припадало 83,5 чоловіків;  на 100 жінок у віці від 18 років та старших — 79,1 чоловіків також старших 18 років.
Середній дохід на одне домашнє господарство  становив 41 216 доларів США (медіана — 30 441), а середній дохід на одну сім'ю — 45 936 доларів (медіана — 39 884). Медіана доходів становила 41 583 долари для чоловіків та 28 906 доларів для жінок. За межею бідності перебувало 27,0 % осіб, у тому числі 37,5 % дітей у віці до 18 років та 13,9 % осіб у віці 65 років та старших.
Цивільне працевлаштоване населення становило 821 осіб. Основні галузі зайнятості: освіта, охорона здоров'я та соціальна допомога — 22,7 %, роздрібна торгівля — 20,5 %, мистецтво, розваги та відпочинок — 11,2 %, науковці, спеціалісти, менеджери — 9,5 %.